# Per Ivar Moe
Per Ivar Moe (* 11. November 1944 in Lillehammer) ist ein ehemaliger norwegischer Eisschnellläufer.
Moe wurde 1965 in Oslo Mehrkampfweltmeister. 1963 und 1964 errang er die Bronzemedaille bei den Mehrkampfeuropameisterschaften und 1965 die Silbermedaille.
Bei den Olympischen Spielen 1964 in Innsbruck gewann Moe Silber über 5000 Meter.
Moe führte den Adelskalender zwischen 1964 und 1966 für 388 Tage an. Sein Höchstwert betrug 177,150 Punkte.
1965 wurde er mit der Oscar Mathisen Memorial Trophy ausgezeichnet und gewann die Wahl zu Norwegens Sportler des Jahres.